# 롤랜드
롤랜드 주식회사(ローランド株式会社, Roland Corporation)는 일본의 전자 악기, 전자 장비 및 소프트웨어 제조업체이다. 1972년 4월 18일, 오사카시에서 카케하시 이쿠타로가 330만 엔을 투자하여 설립하였다.

## 역사
롤랜드는 1972년 4월 18일, 오사카시의 카케하시 이쿠타로가 설립하였다. 카케하시는 이전에 1960년 에이스 일렉트로닉 인더스트리를 설립하였다. 경쟁 기업 묵과 ARP가 전문 음악가, 학술인들을 대상으로 한 반면, 음악 훈련을 받은 적이 없던 카케하시는 아마추어와 호비스트들에게 어필하기를 바랐고 소형화, 적당한 비용, 단순성에 초점을 두었다.
1994년, 카케하시는 롤랜드 재단을 설립하였고 의장이 되었다. 1995년 롤랜드 코퍼레이션의 의장으로 지명되었다. 2001년, 이 직위에서 물러났으며 롤랜드 코퍼레이션의 특수경영고문(Special Executive Adviser)으로 지명되었다. 2002년, 카케하시는 자서전 I Believe in Music을 출판하였다. 그의 두 번째 저서 An Age Without Samples: Originality and Creativity in the Digital World는 2017년 출판되었다.

## 롤랜드사 제품
- SRX 확장 기판
- AX-1
- AX-7
- CM-32L
- CR-78
- D-50/D-550
- E-20
- JD-800
- JD-990
- JP-8000
- 주노-106
- 주노-60
- 주노-G
- 주피터 4
- 주피터 6
- 주피터 8
- JX-3P
- JX-8P
- JX-10
- MC-202
- MC-307
- MC-808
- MC-909
- MT-32
- R-8
- RD-700
- RE-201
- RG-3F
- SH-101
- SH-1000
- SH-201
- SH-32
- SH-09
- SP-404
- SP-808
- 시스템 100m
- TB-303
- TR-505
- TR-606
- TR-707
- TR-808
- TR-909
- U-20/U-220
- VariOS
- XP-30
- XP-50
- XP-80